# Ніна Леймане
Ніна Леймане (латис. Ņina Leimane; *8 червня 1921 — †9 січня 1999, Валміера, Латвія) — латвійська акторка театру і кіно, заслужена артистка Латвії (1971). Заслужена діячка культури Латвії (1984).

## Біографія
Після закінчення драматичних курсів Ернеста Зелтматіса грала на сцені театру в Єлгаві. З 1953 понад 50 років — акторка Валміерського драматичного театру. Кілька сезонів Ніна Леймане грала в театрі Даугавпілса.

## Вибрані театральні ролі
- Катерина — Гроза О. М. Островського
- в циклі Ніскавуорі Г. Вуолійокі:
  - Марта і господиня Ніскауворі — «Кам'яне гніздо», «Жінки Ніскавуорі», «Хліб Ніскавуорі», «Молода господиня Ніскавуорі».
- Бабуся — «Дерева вмирають стоячи» А. Касона
- Дочка господині будинку — «Шість персонажів у пошуках автора» Луїджі Піранделло
- Мікуміете — «Рига» А. Деглавса
- Поліна Даллес — «Історія» В. Белшевіца

## Ролі в кіно
- 1982 — Моя сім'я / Mana ģimene — мати Зайгі
- 1982 — Двері, що відкриті для тебе / Durvis, kas tev atvērtas — Гайда

## Нагороди
- 1971 — Заслужена артистка Латвії
- 1984 — Заслужений діяч культури Латвії
- 1990 — премія Bertas Rūmnieces
- 1996 — Орден Трьох зірок